# Edith Méra
Edith Méra (Bolzano, 7 gennaio 1905 – Parigi, 24 febbraio 1935) è stata un'attrice italiana.

## Biografia
Edith Claire Zeibert detta Edith Méra era un'attrice di teatro, cinema e cantante d'operetta italiana. Morì all'età di 30 anni di setticemia causata da un ascesso sul labbro non curato, all'ospedale di Villa Molière nel 16º arrondissement di Parigi all'inizio delle riprese del film Divine di Max Ophüls.
È sepolta nel cimitero di Père-Lachaise (box 2.178).

## Filmografia

### Cinema
- Arthur, regia di Léonce Perret (1930)
- L'Homme qui assassina, regia di Kurt Bernhardt e Jean Tarride (1931)
- Santarellina (Mam'zelle Nitouche), regia di Marc Allégret (1931)
- Miche, regia di Jean de Marguenat (1931)
- Le Mille-pattes, regia di Jean de Marguenat  (1931) - cortometraggio
- Mon amant l'assassin, regia di Solange Térac (1931)
- Monsieur le maréchal, regia di Carl Lamac (1931)
- Di notte a Parigi (Un soir de rafle), regia di Carmine Gallone (1931)
- Criez-le sur les toits, regia di Karl Anton (1932)
- La signorina Josette, mia moglie (Mademoiselle Josette, ma femme), regia di André Berthomieu (1932)
- Simone est comme ça, regia di Karl Anton (1932)
- I tre moschettieri (Les trois mousquetaires), regia di Henri Diamant-Berger (1932)
- Une étoile disparaît, regia di Robert Villers (1932)
- La poule, regia di René Guissart (1933)
- Le père prématuré, regia di René Guissart (1933)
- Château de rêve, regia di Géza von Bolváry (1933)
- La fusée, regia di Jacques Natanson (1933)
- Iris perdue et retrouvée, regia da Louis Gasnier (1933)
- Je te confie ma femme, regia da René Guissart (1933)
- Fédora, regia di Louis Gasnier (1934)
- La Flambée, regia di Jean de Marguenat (1934)
- Poliche, regia di Abel Gance (1934)
- Prince de minuit, regia di René Guissart (1934)
- Le Comte Obligado, regia di Léon Mathot (1935)

## Operette
- Encore cinquante centimes di André Barde, musica di Maurice Yvain e Henri Christiné, Théâtre des Nouvelles Parigi (1931)